# Dwa dni w Nowym Jorku
Dwa dni w Nowym Jorku (ang. 2 Days in New York) – francusko-niemiecko-belgijska komedia z 2012 roku w reżyserii Julie Delpy. Kontynuacja jej filmu Dwa dni w Paryżu (2007). Zdjęcia kręcono w Nowym Jorku.
Film miał premierę 23 stycznia 2012 roku w USA podczas Festiwalu Filmowego w Sundance. Premiera filmu odbyła się we Francji 28 marca 2012 roku, natomiast do polskich kin film wszedł 29 czerwca 2012 roku.

## Opis fabuły
Pochodząca z Francji Marion (Julie Delpy) przygotowuje w Nowym Jorku wystawę swoich fotografii. I rozpamiętuje dawną miłość. Gdy poznaje słynnego amerykańskiego prezentera radiowego, Mingusa (Chris Rock), zapomina o byłym chłopaku. Zakochani przeżywają sielankę, którą jednak zakłóca parę wizyt: ekscentrycznego ojca Marion, jej impulsywnej siostry, a także partnera sprzed lata, wielkiego egocentryka.

## Obsada
- Chris Rock jako Mingus
- Julie Delpy jako Marion
- Albert Delpy jako Jeannot, ojciec Marion
- Alexia Landeau jako Rose, siostra Marion
- Alexandre Nahon jako Manu, chłopak Rose